# Улицький Павло Михайлович
Павло́ Миха́йлович Ули́цький (16 липня 1923, Бобрик Перший — 18 вересня 1996, Київ) — Герой Радянського Союзу, у роки німецько-радянської війни командир дивізіону 31-го артилерійського полку 49-ї стрілецької дивізії 33-ї армії 1-го Білоруського фронту, капітан.

## Біографія
Народився 16 липня 1923 року в селі Бобрик Перший Любашівського району Одеської губернії в сім'ї службовця. Українець. Член КПРС з 1943 року. Закінчив десять класів середньої школи. У 1940 році призваний до лав Червоної армії. У 1941 році закінчив Одеське артилерійське училище. У боях німецько-радянської війни з липня 1942 року. Воював на 1-му Білоруському фронті.
Відзначився в боях на Пулавському плацдармі за Віслою біля містечка Нова Мшадла на південний захід від міста Пулави в Польщі. 14 січня 1945 року під час атаки перебував біля самохідної артилерійської установки, керуючи вогнем дивізіону. У розпал бою самохідну артилерійську установку підпалили й оточили фашисти. П. М. Улицький викликав вогонь артилерії на себе. Вибравшись з палаючої машини, потягнув за собою в атаку передові кордони стрільців.

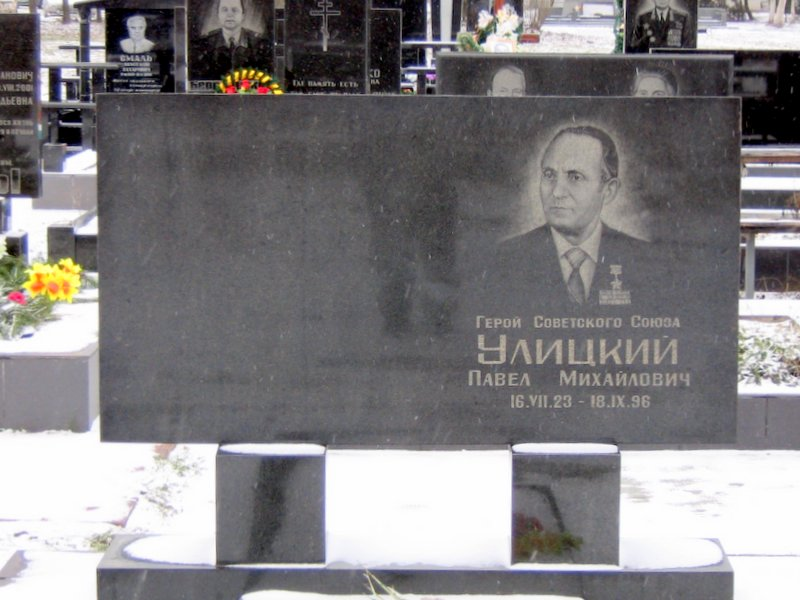
Могила П. М. Улицького

Указом Президії Верховної Ради СРСР від 31 травня 1945 року за зразкове виконання бойових завдань командування і проявлені при цьому мужність і героїзм капітану Павлу Михайловичу Улицькому присвоєне звання Героя Радянського Союзу з врученням ордена Леніна і медалі «Золота Зірка» (№ 8009).
Після закінчення війни — в запасі. У 1950 році закінчив Київський лісогосподарський інститут. Працював начальником управління лісового господарства Міністерства лісового господарства УРСР. Жив у Києві. Помер 18 вересня 1996 року. Похований у Києві на Міському кладовищі «Берківці».

## Нагороди
Нагороджений орденом Леніна, двома орденами Червоного Прапора, орденом Вітчизняної війни 1-го ступеня, орденом Вітчизняної війни 2-го ступеня, орденом Трудового Червоного Прапора, двома орденами Червоної Зірки, медалями.